# Поперечный масштаб

Расстояние между точками и равно 3,46.

Поперечный масштаб — графический способ измерения, основанный на пропорциональности отрезков параллельных прямых, пересекающих стороны угла.
Поперечный масштаб применяют для более точных измерений длин линий на планах.
Поперечным масштабом пользуются следующим образом: откладывают на нижней линии поперечного масштаба замер длины таким образом, чтобы один конец (правый) был на целом делении, а левый заходил за 0.
Если левая ножка попадает между десятыми делениями левого отрезка (от 0), то поднимаем обе ножки измерителя вверх, пока левая ножка не попадёт на пересечение некоторой трансвенсали и какой-либо горизонтальной линии.
При этом правая ножка измерителя должна находиться на этой же горизонтальной линии.